# (6347) 1995 BM4
A (6347) 1995 BM4 a Naprendszer kisbolygóövében található aszteroida. Ueda Szeidzsi és Kaneda Hirosi fedezte fel 1995. január 28-án.